# История футбольного клуба «Ювентус»
«Юве́нтус» (итал. Juventus Football Club [ju.ˈvɛn.tus]; от лат. iuventus — юность), также известный как «Ювентус Турин», ФК «Ювентус» или просто «Ю́ве», — великий футбольный клуб из Турина, один из самых старых и популярных клубов Италии. Основан в 1897 году как «Спорт-клуб Ювентус» группой учащихся средней школы в Турине, является третьим старейшим итальянским клубом и одним из 2 клубов из Турина в Серии А.

## Ювентус — четвёртый
История туринского футбола, как это ни парадоксально, начинается далеко не с «Ювентуса» и даже не с «Торино», а совершенно с других коллективов.
В 1887 году в Турине появился первый футбольный мяч марки Saxon, привезенный сюда из Англии торговцем по имени Эдуардо Бозио. Вместе со своими знакомыми, в том числе англичанами, работавшими в туринском филиале фирмы «Адамс» и уже знакомыми с футболом, коммерсант основал первый туринский клуб — «Интернационале». Вслед за ним появились два других: «Джиннастика Торино» и «Торинезе», на базе которого впоследствии будет создан «Торино». Следующим по счёту появился «Ювентус».

## Начало

Первый президент клуба Эудженио Канфари

В 1896 году студенты лицея Адзельо в Турине, после занятий любили посвящать свободное время игре в «перекладину» на проспекте Дука ди Дженова, но затем с основанием клуба «Интернационале» (позже переименованного в «Торинезе», заинтересовались футболом. К ним часто приходили другие мальчишки из других лицеев Турина.
Клуб был основан 1 ноября 1897 года группой студентов в возрасте от 14 до 17 лет из лицея Массимо Д’Адзельо в Турине и назван Società Società Polisportiva Augusta Taurinorum, как они говорили «для игр, развлечений, для желания новизны». Подростки любили проводить свободное время, сидя на скамейках двух лугов: Короля Умберто и Принца Виктора Эммануэля, находящихся на улице Монтевеккьо. Как можно заметить, занятие это вряд ли походило на праздное. Они встречались на поле Пьяцца де’Арми и там играли в футбол. Первыми основателями клуба были: Эудженио Канфари, Энрико Канфари, Джоаккино Армано, Альфредо Армано, Луиджи Джибецци, Умберто Мальвано, Витторио Варетти, Умберто Савоя, Доменико Донна, Карло Ферреро, Франческо Дапра, Луиджи Форлано, Энрико Пьеро Молинатти, позже к ним добавились Пия Крея, Карло Фаверо, Джино Рокка, Гуидо Ботто и Эудженьо Секко. Встречались ребята, чтобы обсудить дела футбольные у проспекта Герцога Генуи.

Штаб-квартира «Ювентуса» на Умберто 42

Главной проблемой начала футбола «Ювентуса» стала проблема штаб-квартиры клуба, но её быстро решили братья Канфари, предложив цех на улице Умбрето 42, на котором состоялось первое в истории собрание клуба. На этом собрании главным вопросом стал как же назвать новую команду, предложения были разные: «Клуб многих видов спорта», «Ирландский клуб», «Сила и Здоровье», но большинство выбирало из «Клуба улицы Форт», «Клуба Массимо Д’Ацельо» и «Спортивного клуба „Ювентус“», который и выбрали официальным названием, бывшим усреднённым именем между англосаксонским и латинским прозвищем. Первым президентом был выбран Энрико Канфари.

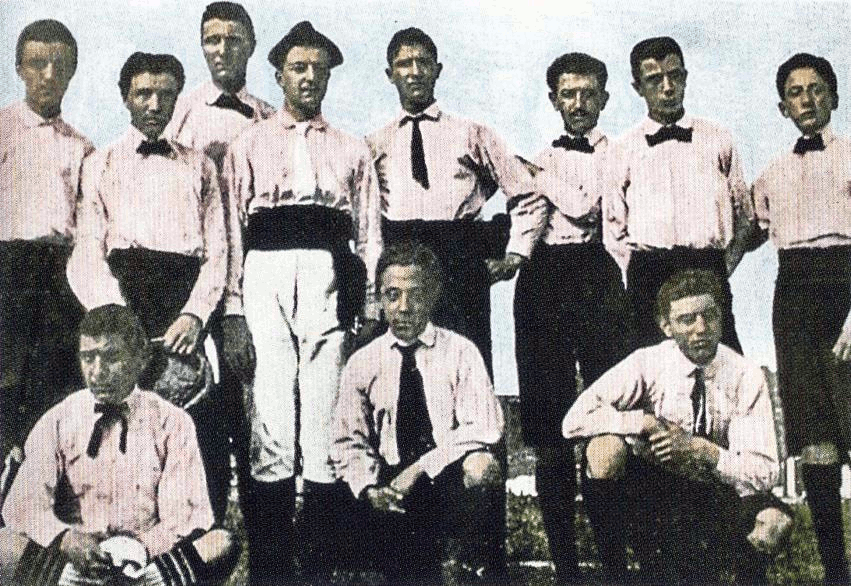
Основатели клуба (1898)

В 1898 году в клуб пришёл новый поток желающих играть и поддерживать команду, из-за чего клуб сразу переехал на улицу Пьяцци 4, ставшую новым местом дислокации команды. 15 марта была основана Итальянская федерация футбола, которая в том же году провела первый чемпионат Италии, но в нём «Ювентус» участия не принимал, Турин представляли три вышеупомянутых коллектива, однако ни одному из них не удалось оказать достойное соперничество генуэзскому «Дженоа».
В 1899 году «Спортивный клуб „Ювентус“» сменил название на «Футбольный клуб „Ювентус“», играя матчи на первом клубном стадионе, который располагался на площади Д’Арми, местности Крокетта и мало чем походил на современного красавца «Ювентус Арена». Первые матчи проходили против клубов «Алессандрия», «Милан», «Дженоа», а также «Ювентус» стал первой командой, сыгравшей с клубом из-за рубежа, им стала швейцарская «Лозанна», вскоре клуб стал очень популярен и ему позволили играть на одной из лучших площадок Турина — стадионе «Мотовелодромо Умберто I». Изначальным цветом формы «Ювентуса» был розовый — именно так решили юные основатели коллектива. Однако в фирме, выполнявшей заказ на поставку, произошла ошибка, вследствие чего первые «ювентино» были вынуждены выступать в белых рубашках и шортах, а спустя два года их сменили на рубашки с бабочкой-галстуком, белым воротником и чёрным беретом.

## 1900—1909

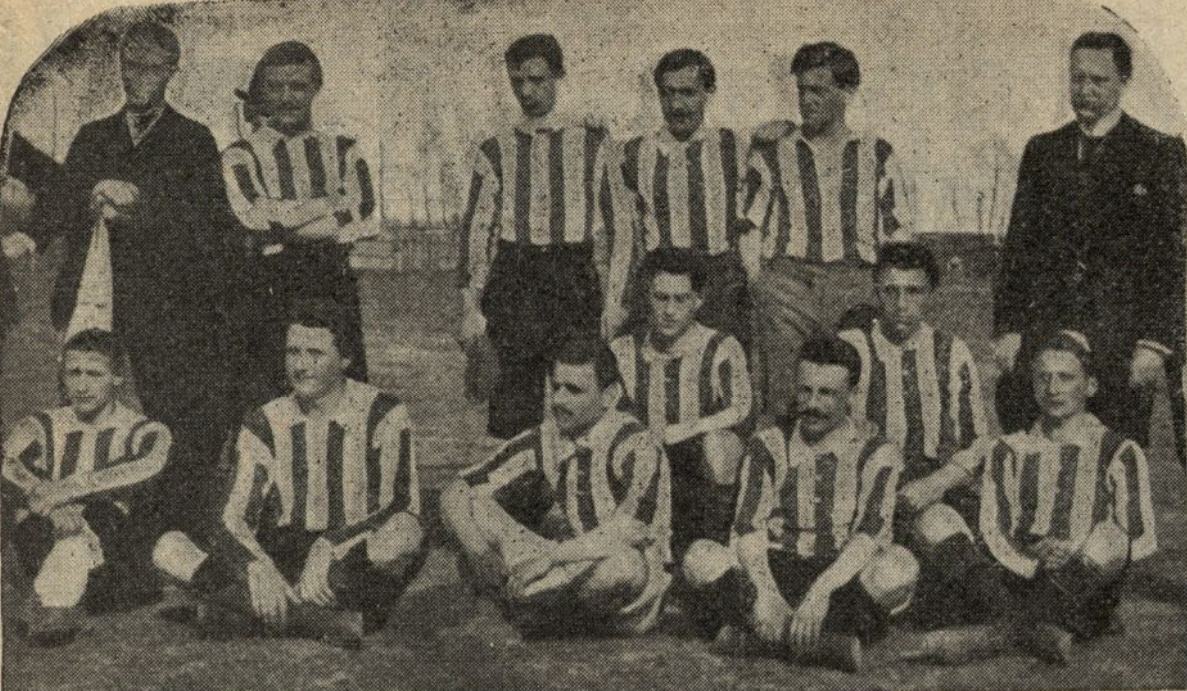
«Ювентус» в 1903 году

Дебют клуба в Серии А состоялся в 1900, 11 марта. Соперником был «Торинезе», победивший со счётом 1:0, в том же году «Ювентус» выиграл свой первый трофей — Кубок Министерства Общего Обучения. В своём втором чемпионате «Ювентус» одержал первую победу, обыграв со счётом 5:0 клуб «Химнастика» (этот матч стал первым, который провёл за клуб вратарь Доменико Дуранте, отыгравший за «Ювентус» одиннадцать лет и одновременно сделавший карьеру известного художника-академиста), «Ювентус» дошёл до полуфинала турнира, в котором проиграл «Милану», но во второй раз победил в Кубке Обучения. 1902 год был отмечен ещё и приходом в команду университетских студентов, приехавших из-за границы, и избранием нового президента Карло Фавале, в очередном туринском первенстве «Ювентус» опять уступил «Торинезе».
Осенью 1902 года «Ювентус» провёл свой первый турнир, кубок Турина, в полуфинале «Ювентус» разгромил клуб «Аудаче» со счётом 6:0, поражение было настолько серьёзным, что «Аудаче» не доиграла матч до конца, а в финале, проходившим 2 ноября «Ювентус» играл с «Миланом», основное время закончилось 2:2, дополнительное 3:3, и судья предложил играть до гола, но миланцы отказались и ушли с поля, а потому победителем был объявлен «Ювентус».
В 1903 году «Ювентус» окончательно отказался от розовых футболок, в пользу уже имевшихся чёрно-белых, как показатель «простоты, строгости, агрессивности и прежде всего, мощи», а штаб-квартира клуба вновь сменила своё местонахождение, теперь она располагалась на улице Пастренго. В чемпионате Италии «Ювентус» выступал удачно, ему даже удалось дойти до финала соревнования, однако и на этот раз «Дженоа» оказался на голову сильнее всех своих соперников, победив «Ювентус» 3:0.

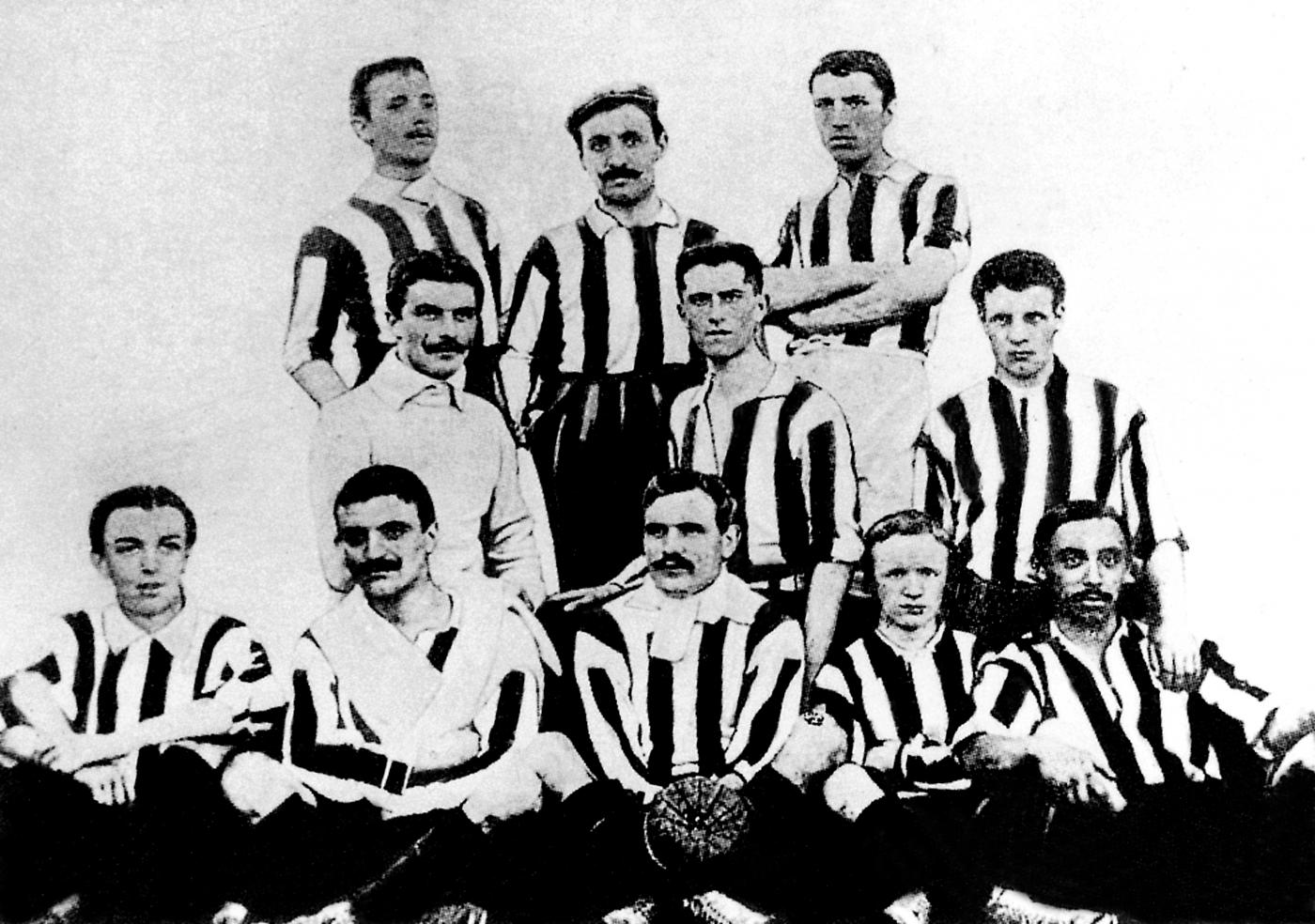
«Ювентус» в 1905 году

В 1904 году в «Ювентус» пришли деньги, швейцарские братья-бизнесмены Марсан, полностью арендовали для «Ювентуса» стадион Умберто первого и даже оснастили его скамейками. В тот же год «Ювентус» впервые поехал за границу в Лозанну, представляя в Швейцарии итальянский футбол. А чемпионат Италии завершился как и год назад финалом «Ювентус» — «Дженоа» с победой последней 1:0. В конце года, правда, «Ювентус» выиграл международный университетский трофей победив «Лион» со счётом 9:0.
В 1905 году президентом «Ювентуса» стал швейцарец Альфредо Дик, владелец текстильной фабрики, он укрепил команду своими соотечественниками Фредериком Дик (сыном Альфредо), Паулем Арнольдом Вальти и Людвиг Вебером, шотландцами Джеком Диментом и Хельскотом и англичанами Джеймсом Сквире и Гудли. Президент купил клубу и новый офис, на улице Донати, дом 1. «Ювентус» был готов к первенству, а сам чемпионат Италии в тот год изменил форму проведения: он состоял из трёх малых кругов и одним большим, после чего два лучших клуба проведут один матч на звание чемпиона страны. «Ювентус» играл «блестяще»: разгром 3:0 «Торинезе» и «Миланезе», ничья с «Дженоа» и разгром 4:1 «Милана», вновь ничья с «Дженоа» в решающем матче 2 апреля, но благодаря лучшей разнице забитых и пропущенных мячей «Ювентус» впервые стал лучшей командой Италии. Более того, и в турнире дублирующих составов победила вторая команда «Ювентуса».
Сезон 1905/06 «Ювентус» начал с победы в турнире Луиджи Боцино со счётом 2:1 над «Миланом». В первом большом круге чемпионата «Ювентус» занял первое место, набрав равное количество очков с «Миланом», был проведён матч, который бы решил судьбу первого места, но он завершился вничью 0:0, Итальянская федерация футбола предложила провести переигровку на нейтральном поле клуба «Миланезе», но «Ювентус» отказался, мотивировав тем, что встреча на миланском стадионе сама по себе нейтральной быть не может, более того, если это решение отменено не будет, «Ювентус» пригрозил уходом из федерации. Руководители футбола Италии не пошли на этот шаг, засчитав «Ювентусу» техническое поражение со счётом 2:0, так «Милан» стал чемпионом страны.
Сезон 1906/07 вновь начался для «Ювентус» победой в турнире Боцино, но чемпионат не удался, «Ювентус» был лишь третьим во второй категории первенства. В том же 1906 году Альфредо Дик серьёзно размышлял над возможностью переезда команды за границу и смену названия на «Jugend Fussballverein», но после бурных дебатов и отказов ювентини, Дик в гневе покинул команду, основав новый клуб под названием «Торино». Часть игроков «Ювентуса» вскоре пополнила его ряды, включая всех служащих фабрики Дика. Из-за ухода основного финансиста клуба, «Ювентус» оказался почти без средств к существованию, клуб даже не мог арендовать стадион «Умберто I», а новым президентом стал Карло Витторио Варетти.
С финансовыми проблемами клуб вновь стал выступать на старом стадионе Д’Арми, в чемпионате клуб проиграл оба матча новой команде «Торино» 1:2 и 1:4, в октябре того же Итальянская федерация футбола решила провести два чемпионата: 1 — с иностранцами в составе, а второй без них, который назвали кубком Ромоло Буни. В чемпионате 1908 года «Ювентус» проиграл клубу «Андреа Дория», сыграв 4 матча, 3-й из который был проигран из-за ошибки судьи. В том же году «Ювентус» победил в двух турнирах — на Пабло Даблес и Пионеристика. В 1909 году «Ювентус» победил в федеральном первенстве Италии, а в итальянском первенстве, в котором вернули возможность играть иностранцам, был третьим в своей группе.

## 1910—1919

Джузеппе Хесс

В сезоне 1909/10 чемпионат Италии начал проходить в виде одного большого группового турнира, с матчами дома и в гостях, в нём «Ювентус» занял 3-е место. Следующий год ознаменовался приходом в итальянский футбол клубов из северо-востока Италии, но «Ювентус» не блистал, заняв лишь 9-е место, этот же «успех» клуб повторил годом позже, заняв 8-е место. В сезоне 1912—1913 чемпионат вновь был реформирован, в него добавились клубы с Сицилии, а само первенство состояло из двух параллельных лиг, победители которых встречались между собой и выявляли чемпиона, «Ювентус» играл «ужасающе», заняв последнее место в своей группе.
Всем было очевидно, что «Ювентус» находился в кризисе, но в 1913 году в клуб пришёл его бывший игрок, а затем адвокат Джузеппе «Бино» (с ит. — «Я повторяю второй раз») Хесс, он начал с реформирования всего управленческого и административного состава клуба, и это подействовало, клуб занял второе место в своей группе, уступив лишь «Интернационале», а всего клуб занял 4-е место.
Следующий чемпионат не был завершён, Италия вступила в Первую мировую войну, а потому матчи не проводились. Игроки «Ювентуса» тоже воевали, 24 игрока клуба в должностях от солдат до унтер-офицеров и медиков участвовали в боевых действиях, а всего 170 членов клуба каким-либо образом были задействованы в войне. 10 июня вышла первая газета о «Ювентусе», которая называлась «Hurra Juventus», 26 декабря в этой газете появилась заметка о Энрико Канфари и Джузеппе Хейсе, погибших в Третьей битве при Изонцо. Все игроки не участвовавшие в войне выступали в турнире «Федеральный кубок Италии», в нём «Ювентус» стал лишь 2-м в группе D, 10 очков уступив «Милану».

## 1920—1930
Первый послевоенный чемпионат Италии стартовал в 1919 году, он состоял из межрегиональных групповых турниров, победители которых играли между собой. В «Ювентусе» того времени играли первые «сборники» клуба, Джованни Джаконе, Освальдо Ново и Антонио Бруна. «Ювентус» выиграл свою подгруппу, но дальше результаты были не такими впечатляющими. В том же 1919 году был избран новый президент клуба Коррадо Коррадини, который, к тому же, написал первый гимн клуба, просуществовавший вплоть до 1960-х годов. В следующем турнире «Ювентус» вообще не вышел из группы, заняв 4-е место.

Йенё Карой

На следующий год «Ювентус» вышел из Итальянской федерации футбола и вошёл в параллельную лигу Компромессо Коломбо, которая располагалась в Милане, но и там клуб стал лишь 4-м, после чего опять вышел из лиги. 19 октября 1922 года «Ювентус» открыл новый стадион Проспект Марсилья на 15 000 мест, на открытии стадиона «Ювентус» победил «Модену» 4:0. В 1923 Эдуардо Аньели из семьи Аньели (которая также владела концерном Fiat) получил контроль над клубом, но «Ювентус» стал лишь 5-м в Лиге Севера. Большие победы были впереди.

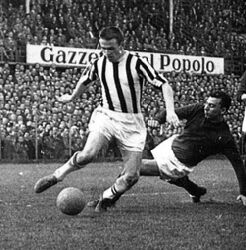
Ференц Хирзер

В сезоне 1923/24 Итальянское первенство вновь было реорганизованно — теперь оно состояло из лиги севера и юга, также в этом году впервые был введён почётный герб, передаваемый победителям турнира. «Ювентус» занял в северной лиге лишь 5-е место. В этот же год в клубе дебютировал Джанпьеро Комби, воспитанник клуба, и в клуб пришёл его первый тренер Йенё Карой, получавший по контракту 2500 лир. В следующем году «Ювентус» ещё больше усилися, в клуб пришли Йожеф Виола и Пьетро Пасторе, который дебютировал в 15-летнем возрасте и до сих пор является самым молодым игроком «Ювентуса». Но команда вновь была третьей во второй группе, несмотря на голы Федерико Мунерати. Самым печальным событием стала смерть от аневризмы игрока команды Монтиконе.

«Ювентус» в 1926 году

Сезон 1925/26 вышел очень удачным, команда победила в своей лиге, а в 9 матчах (934 минуты) вообще не пропускали мячей, затем была победа над «Болоньей», которой дважды забил лучший снайпер чемпионата Ференц Хирзер (35 мячей), а за 5 дней перед второй игрой с «Болоньей», главный тренер Карой умер от инфаркта, но команда всё равно победила 2:1, а затем победила и в Италии, одолев клуб «Альба» с общим счётом 12:1. Команда стала лучшей в стране по всем показателям, по забитым и пропущенным мячами, по средней результативности. А форварды команды, Хирцер, Войяк и Пасторе заняли первые три места в споре бомбардиров. Прекрасным дополнением к ним стал одаренный полузащитник Марио Варльен. Его феноменальная скорость (100 метров за 11,2 секунды) не раз спасала клуб в самых непростых играх.
2 августа 1926 года было объявлено об объединении двух лиг в национальный дивизион. В новом соревновании «Ювентус» вновь играл под руководством действующего игрока клуба Виолы, который победил с командой в группе А, но в большой группе «Ювентус» остался лишь 3-м, хотя и одержал множество побед над принципиальными соперниками «Дженоа» и «Миланом», но «Торино» «Ювентус» проиграл, благодаря гению Либонатти. Участвовал «Ювентус» и в первом кубке Италии, в котором дошёл до 1/4 финала.

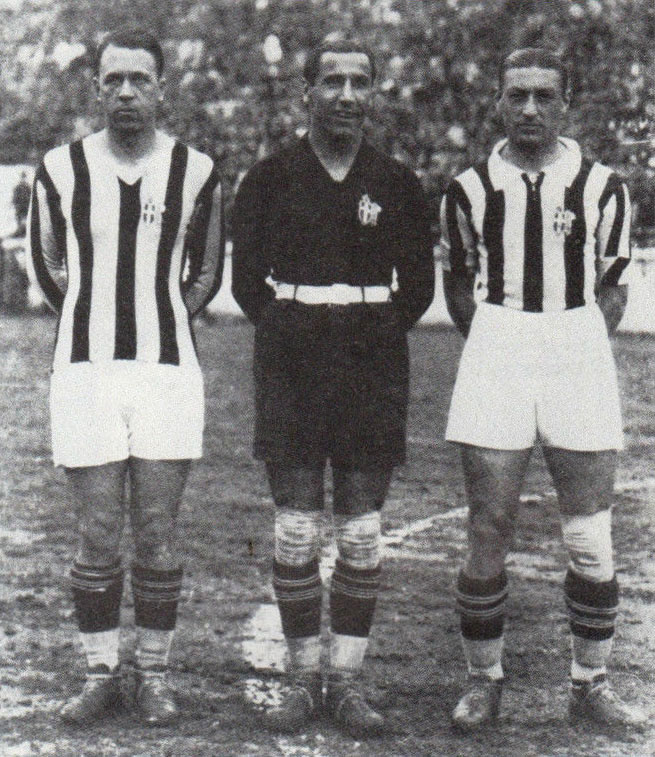
Розетта-Комби-Калигарис

В сезоне 1926/27 «Ювентус» стал третьим. Тот сезон ознаменовался грандиозным скандалом. Выяснилось, что защитник бьянконери Луиджи Аллеманди, за определённую сумму, в матче с «Торино» совершил сознательную ошибку, в результате которой соперник «Ювентуса» победив 1-2 стал чемпионами Италии. Позднее в связи с открывшимися подробностями «Торино» был лишен чемпионского титула
В 1928 году к власти в Италии пришли фашисты во главе с Муссолини, и потому скоро был издан закон, запрещающий играть в Италии иностранным футболистам, по этой причине из клуба ушёл Виола, а «Ювентус» занял лишь 3-е место в группе В. Взамен ушедшим был куплен Раймундо Орси, но самым знаменитым в те годы была линия обороны Калигарис, Комби и Розетта, до сих пор считающаяся одной из лучших линий обороны в итальянском футболе.
Сезон 1928/29 стал последним в итальянском футболе, который проводился в формате больших групповых турниров, «Старая Синьора» заняла второе место в группе В, забив невероятные 76 мячей, включая 11 голов в ворота «Фиорентины» и «Фиумании». В том же году «Ювентус» впервые принял участие в международном турнире — кубке Митропы, дойдя до четвертьфинала.

## 1930—1950

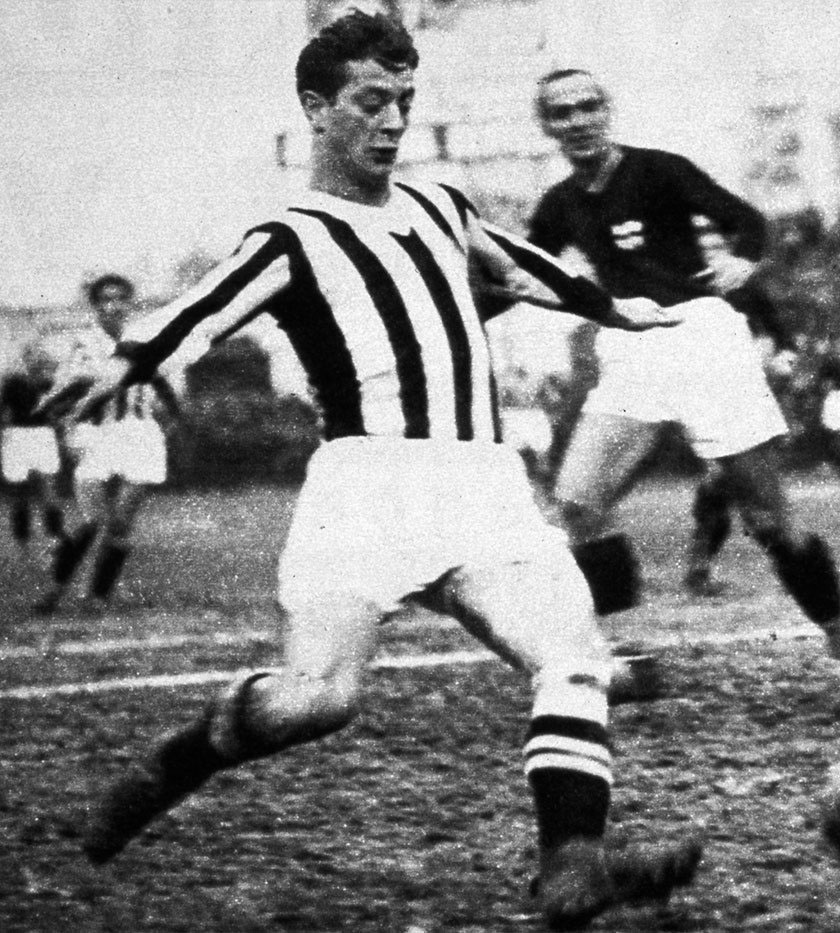
Ренато Чезарини

В 1930-е политика насчёт иностранцев в итальянском футболе всё ужесточалась, клубы стали искать лазейки для приглашения зарубежных игроков, этими игроками стали ориунди, дети итальянцев, чьи предки покинули родину в поисках лучшей жизни в Южной Америке, а сами эти футболисты, приезжая на историческую родину, быстро получали паспорта и часто играли за сборную Италии. В «Ювентусе» первым ориунди был Раймундо Орси, пришедший в конце 1920-х, вслед за ним в клуб пришли в 1929 году Ренато Чезарини, а 1931 году Луис Монти.
Первый чемпионат 1930-х «Ювентус» под руководством Джорджа Эйткена не провалил, но в нём клуб занял лишь 3-е место. Но летом в клуб пришёл другой специалист Карло Каркано, который вместе с новым президентом клуба Эдуардо Аньели открыл одну из самых славных страниц в истории «Ювентуса». Команда была поистине непобедима, завоевав пять подряд чемпионских титулов с 1931 по 1935 год, а на европейский арене клуб 4 раза доходил до полуфиналов кубка Митропы, став одной из сильнейших команд и на всём континенте. Именно эта эпоха считается началом благосклонного отношения судей к «Ювентусу». Причём не только в Италии, но и в Европе, где первыми об этом заговорили. В 1932 году в 1/4 Кубка Митропы «Юве» со счетом 4:0 побеждает дома «Ференцварош». В ответном матче здорово игравшие венгры забили три мяча, но получили в свои ворота три пенальти. На следующей стадии, в полуфинале случился скандал похлеще предыдущего. Пражская «Славия», после домашнего разгрома «Ювентуса» (4:0), пожаловала в Италию на ответную игру к последним. Во время матча с туринцами чешские футболисты подверглись атаке итальянских тиффози. С трибун полетели камни. Один из булыжников попав в чешского вратаря, серьёзно его травмировал. «Славия», в целях безопасности, покинула поле. Однако разъярённые болельщики бросились в раздевалку гостей. Впоследствии оргкомитет турнира решил дисквалифицировать обе команды!.
При всем при этом, этот период в истории клуба был назван «Золотое пятилетие». Клуб в этот период был одним из самых тактически развитых в итальянском футболе, используя так называемый «Метод», построение по схеме 2-3-2-3 буквами WW. Форварды Чезарини и Феррари, игравшие оттянутых нападающих, при обороне становились полузащитниками, а при атаке Луис Монти становился опорным полузащитником, начиная атаки своей команды. В целом главной движущей силой такой расстановки стало то обстоятельство, что в нужное время у «Ювентуса» всегда было численное преимущество. А с приходом в клуб Бореля, истинного центрфорварда, «Ювентус» мог завершать атаки, организуемые краями Орси и Веккиной.
1935 год вошёл в историю «Ювентуса» как год трагической гибели его президента, Эдуардо Аньели, который 14 июля погиб в авиакатастрофе в Генуе. Это событие, вместе с уходом из клуба Чезарини и Феррари сильно повлияло на команду, которая в сезоне 1935/36 заняла лишь 5-е место. В конце 1930-х клуб всё же немного оправился и даже завоевал два кубка Италии: в 1938 году, когда «Ювентус» дважды в финале обыграл принципиального соперника «Торино», и в 1942 году, где уже был обыгран «Милан» 1:1 и 4:1, причём в последнем матче три мяча забил албанский форвард «Ювентуса» Риза Лушта.
В сезоне 1942/43, в условиях войны, многие футболисты за определённую плату играли договорные матчи. «Ювентус», долго возглавлявший турнирную таблицу, сдал два последних домашних матча борющимся за выживание «Роме» и «Виченце», после чего руководство туринского клуба лишило игроков месячной зарплаты. Во время войны «Ювентус» был вынужден поменять название на «Юве Чизиталия», благодаря Пьетро Дузио, президенту команды, но в 1946 году, с наступлением мира клуб вернул своё историческое название, а через год в команду пришёл Джанни Аньели, сын Эдуардо, адвокат и бизнесмен, он не побоялся ещё более активно воспользоваться услугами легионеров, пригласив в клуб чехословаков Вычпалека и Коростелева, первых легионеров в послефашистской Италии. Но в те годы в итальянском футболе солировала другая туринская команда — «Торино» с блистательным Валентино Маццолой, а «Ювентус» довольствовался 3-м местом в 1946 году, вторым в 1947, вновь третьим в 1948 и 4-м в 1949.
Đ

## 1950—1970
Первый послевоенный успех «Ювентуса» датируется 1950 годом, когда «Ювентус» просто блистал результативностью, забив в чемпионате сто мячей. В тот год в клубе солировали датчане Йон Хансен и Карл Оге Праст, а также второй бомбардира «Ювентуса» всех времен Джампьеро Бониперти, ну а на следующий год пришёл час «Милана» с Гре-Но-Ли, а «Ювентус» остался третьим, уступив победителям 6 очков. Сезон 1951/52 выиграл «Ювентус», на тренерский мостик которого пришёл великолепный в прошлом футболист, а сейчас тренер венгр Дьёрдь Шароши и сделал «Ювентус» чемпионом, а Хансен стал лучшим бомбардиром первенства с 30-ю мячами. Эта победа позволила ювенистам достигнуть «Дженоа» по количеству титулов. В следующем сезоне «Ювентус» стал вторым, но демонстрировал фантастическую атакующую игру, забив больше всех — 73 мяча (для сравнения чемпион «Интернационале» забил 46 мячей). В следующем году «Ювентус» вновь стал вторым.

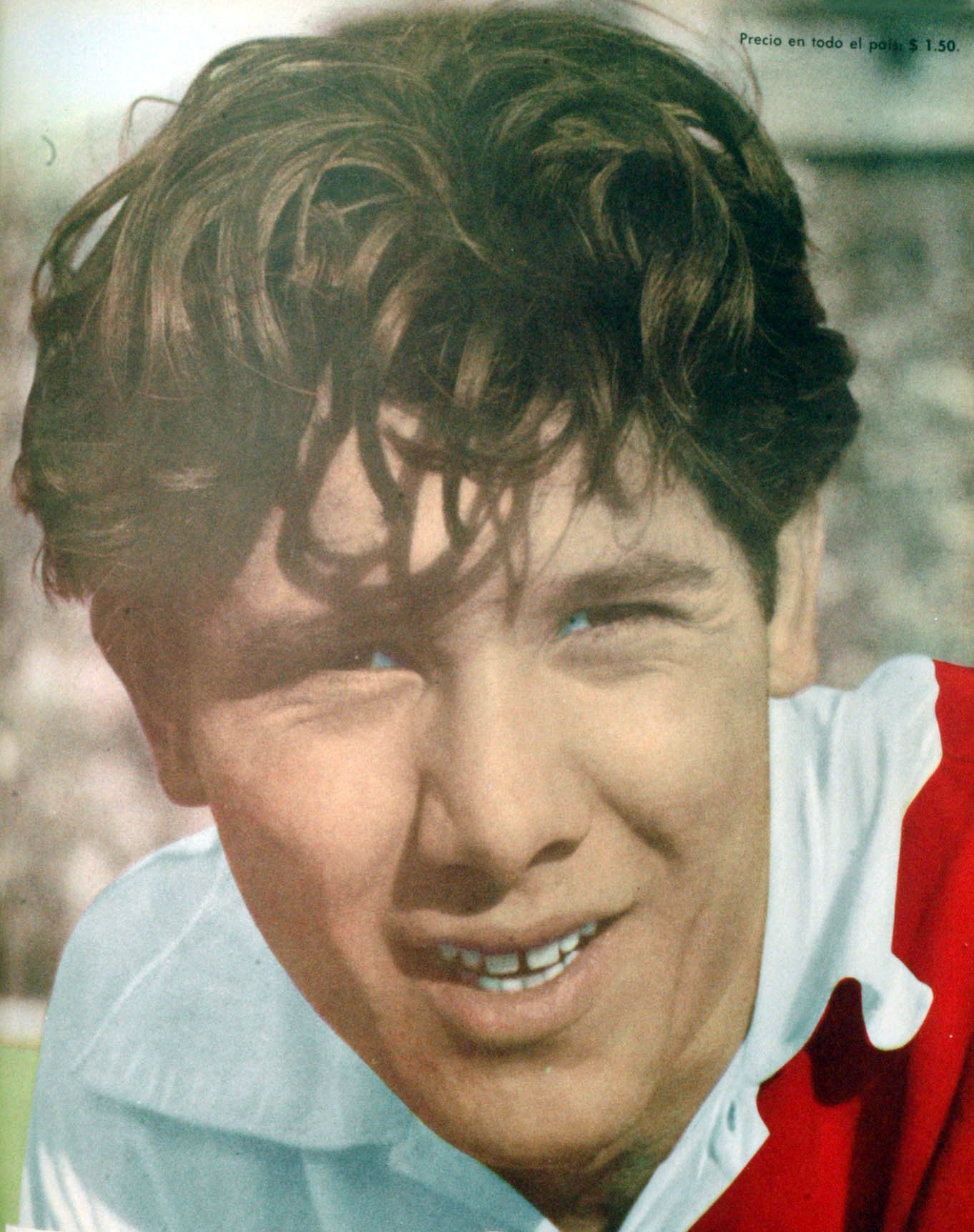
Игрок «Ювентуса» 1960-х Омар Сивори

В сезоне 1954—1955 команда провалилась, заняв лишь 7-е место, после чего Джанни Аньелли подал в отставку, а его место занял его брат Умберто Аньелли, который в свои 22 года стал самым молодым президентом в истории клуба. С ним открылся новый период побед команды, но вначале была ужасная игра «Ювентуса» и два девятых места. Ну а летом 1957 года в «Ювентус» пришёл высокий валлиец Джон Чарльз, который до сих пор признаётся лучшим иностранным футболистом в истории команды и аргентинец Омар Сивори, будущий обладатель «Золотого мяча». Эти двое буквально вынесли «Ювентус» на первое место в сезоне 1957—1958, ставшее 10-м чемпионским титулом команды, позволившее разместить ей над своим гербом почётную чемпионскую звезду. Чарльз, Сивори, а вместе с ними Бониперти были прозваны «магическим трио» и забили на троих 235 мячей во всех турнирах с 1957 по 1961 год.
В сезоне 1958/59 «Ювентус» занял четвёртое место в чемпионате, но победил в финале Кубка Италии, разгромив «Интернационале» 4:1, ну а в следующем сезоне «Ювентус» сделал «дубль» победив в чемпионате и Кубке Италии, став первым завоевавшим два этих трофея в один сезон. Победа Серии А была просто фантастической — «Ювентус» забил 92 гола, на 24 больше чем ближайший преследователь Фиорентина (прочие клубы забили ещё меньше), а Сивори стал лучшим бомбардиром чемпионата с 28-ю мячами. В сезоне 1960/61 «Ювентус» вновь победил в чемпионате. Однако сезон ознаменовался грандиозным скандалом. За два тура до конца, два главных претендента на чемпионство «Ювентус» и миланский «Интер» играли между собой в Турине. После того как 30-й минуте матча болельщики «Юве» выскочили на поле, поединок был прерван, а туринцам было зачитано техническое поражение со счетом 0:2. Спустя какое-то время начались закулисные игры. Президент «Ювентуса» Умберто Аньелли, будучи по совместительству президентом итальянской футбольной федерации, настоял на переигровки матча. Не согласные с решением федерации, представители «Интернационале», подвергли публичной критике Аньелли, и в знак протеста на матч выпустили игроков своей молодёжной школы. Как результат бьянконери разгромили нерадзури со счетом 9:1, а Омар Сивори, получивший в конце сезона Золотой мяч, сделал рекорд первенства, забив 6 мячей в одном матче. Попробовал «Ювентус» свои силы и в Кубке европейских чемпионов, дойдя до четвертьфинала, в котором «Реал Мадрид» с Пушкашом и Ди Стефано, в трёх матчах (победы по 1:0 в гостях у каждой команды плюс переигровка в Париже, выигранная 3:1 «Реал Мадридом»), был сильнее.
Сезон 1961/62 «Ювентус» провалил, клуб занял лишь 12-е место, по окончании сезона команду к тому же покинул её лидер, Джон Чарльз. После этого наступила полоса кризиса «бьянконери», клуб не блистал, хоть и выиграл Кубок Альп в 1963 (в чемпионате команда была второй), ставший первым международным успехом Старой Синьоры, а в 1965 году кубок Италии. Но клуб до 1967 года оставался вне тройки призёров, проигрывал клуб и в Кубке ярмарок, например «Ференцварошу» в 1965 году.
Перед сезоном 1966/67 «Ювентус» стал акционерным обществом, ну а окончание сезона было великолепным для «Ювентуса», клуб выиграл очередное «скудетто», добытое лишь в последнем туре, ведь за два тура до финиша ближайший конкурент, «Интер», шёл на первом месте, но проиграл «Мантове» из-за ошибки своего вратаря, а «Ювентус» не простил ошибки «нерадзурри». В следующем сезоне в «Ювентус» прибыл немец Хельмут Халлер, но клуб занял лишь 3-е место, а поход за кубком чемпионов завершился на стадии полуфинала: дальше прошла «Бенфика», обыгравшая «Ювентус» в обоих матчах. Следующие два сезона «бьянконери» вновь не смогли занести себе в актив — 5-е и 3-е места, но в 1970 в клубе дебютировал Джузеппе Фурино, который в будущем стал 8-кратным чемпионом Италии.

## 1970—1990
13 июля 1971 года у «Ювентуса» появился новый президент — Джанпьеро Бониперти, с приходом которого «Старая Синьора» «расцвела», первым управленческим решением стало назначение на тренерский мостик, взамен скончавшегося Армандо Пикки, Честмира Выцпалека, бывшего игрока, работавшего в то время тренером молодёжи клуба. Это решение оправдало себя — клуб, ведомый Вычпалеком, с Гаэтано Ширеа, Роберто Беттегой и Фабио Капелло стал чемпионом сезона 1971/72. Однако скандалы непрерывно следовали по стопам туринской команды. Итальянский полузащитник «Милана» Джанни Ривера не уставал говорить о симпатиях судей к «Ювентусу». Согласно ему, «Милан» не хотели видеть чемпионом, а глава судейского комитета всячески тащил «Юве» к очередному скудетто. Примерно в это же время, в Италии, появился на свет анекдот обличающий любовь судейского корпуса к «Ювентусу»
В следующем сезоне (1972/73) «Ювентус» вновь стал первым. Судьба чемпионства решилась в последнем туре, к которому «Юве» (равно как и римский «Лацио») подошёл с очковым отставанием от «Милана». Однако соперники туринцев свои матчи проигрывают, тогда как «Ювентус», также проигрывая по ходу матча столичной «Роме», усилиями Жозе Алтафини и Антонелло Куккуредду переворачивая ход поединка выигрывает матч (2:1), а вместе с ним и чемпионат. В том же сезоне, «Ювентус» весьма успешно действует в кубке европейских чемпионов, где доходит до финала. При этом, по ходу турнира, туринцы вновь были замешаны в грандиозном скандале. В полуфинале «Юве» встречался с английским «Дерби Каунти». Перед первым матчем, в Турине, немецкий игрок «Ювентуса» Хельмут Халлер, как к себе домой, наведывался в комнату к своим соотечественникам — немецкой бригаде арбитров. В результате англичане проиграли (3:1), а два их ключевых игрока были лишены возможности принять участие в ответной игре. В Англии, было ещё хуже. Представитель «Ювентуса» предложил взятку португальскому арбитру Маркушу Лобу, но тот записал разговор на плёнку, которую и отправил в УЕФА. Однако УЕФА, возглавляемое итальянцем Артемио Франки, дело благополучно «замяло». «Юве» вышел в финал, где проиграл легендарному «Аяксу».
В сезоне 1974/75 «Ювентус», опережая «Наполи», выигрывает своё шестнадцатое скудетто. А спустя год, тренером бьянконери становится Джованни Трапаттони, который с ходу выигрывает скудетто 1976/77, а также выиграв кубок УЕФА, добивается долгожданного успеха в Европе. Ещё одно скудетто «Юве» берет в 1978 году. Спустя год туринцы становятся шестыми в чемпионате Италии, но приэтом выигрывают свой шестой по счету кубок Италии. В течение 1970-х «Ювентус» пять раз становится чемпионом Италии, несмотря на конкуренцию со стороны других команд и амбиции, связанные с международной ареной.
В 1980 году прогремел скандал связанный с договорными матчами, названный «Тотонеро», по итогам расследования которого «Лацио» и «Милана» были переведены в лигу классом ниже. «Ювентуса», несмотря на показания игрока «Болоньи» о договорном матче его команды с туринцами, наказание не коснулось

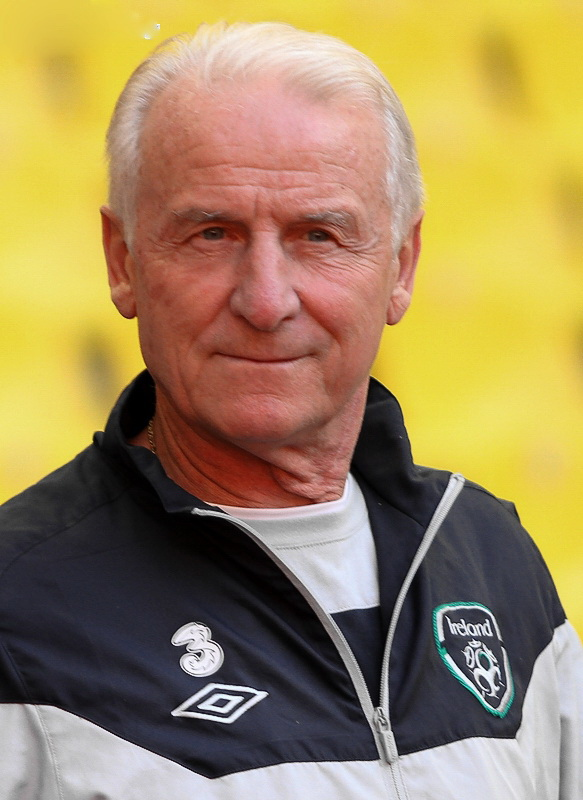
Джованни Трапаттони тренировал «Ювентус» с 1976 по 1986 и с 1991 по 1994 год.

В 1980 году в «Ювентус» из лондонского «Арсенала» перешёл ирландский полузащитник Лиам Брейди, который стал первым «последствием» отмененного закона о лимите иностранных футболистов. Британец заменил в составе Фабио Капелло, и в оба последующих года его выступления «Старая Синьора» завоёвывала скудетто.
В сезоне 1980/81 борьба за чемпионство шла между «Ромой» и «Ювентусом», ключевым моментом стала очная встреча соперников за три тура до конца чемпионата. В одном из моментов форвард римлян Роберто Пруццо забивает гол в ворота туринцев. Главный судья сперва засчитывает мяч, а после чего сославшись на офсайд отменяет взятие ворот. Спустя какое-то время после детального анализа выяснилось, что гол был чистым. В результате сыграв в нулевую ничью, «Ювентус» в том сезоне, опередив «Рому» на два очка, оформил своё девятнадцатое чемпионство. Уже в следующем году «Юве» в острой борьбе с «Фиорентиной» заваевывает своё двадцатое скудетто, а вместе с ним и право ношения второй звезды.
Со временем Брейди был вынужден оставить команду — его сменщиком стал один из лучших легионеров в истории клуба Мишель Платини.
Несмотря на победу в кубке УЕФА, главный европейский турнир оставался непокорённым вплоть до 1985 года, когда клуб одержал победу в розыгрыше Кубка европейских чемпионов. Триумф был омрачён трагедией, произошедшей во время финального матча и унёсшей жизни 39 человек.

## Эра Марчело Липпи

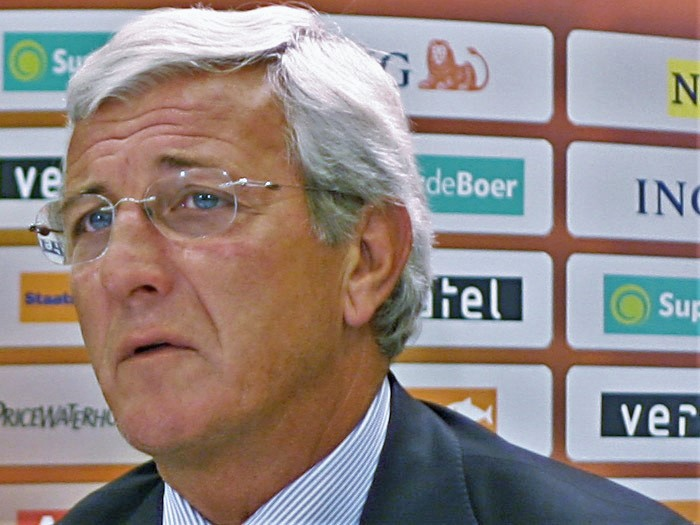
Марчело Липпи тренировал «Ювентус» с 1994 по 1999 и с 2001 по 2004

Марчело Липпи стал тренером «Ювентуса» в 1994 году, и уже в первом сезоне при нём клубу покорилось скудетто. Именно с этим временем связана эпоха таких футболистов, как Чиро Феррара, Роберто Баджо, забивной пары Виалли — Раванелли и Алессандро Дель Пьеро, который вскоре потеснит Баджо на его троне.

Успех внутри страны «Ювентус» подкрепил вторым титулом победителя Лиги Чемпионов (1996). Исход финального противостояния с «Аяксом» решался в серии пенальти. Удача была на стороне «бьянконери»: решающий удар реализовал защитник Владимир Югович, ставший на пару с блистательным голкипером Анжело Перуцци главным героем поединка. 

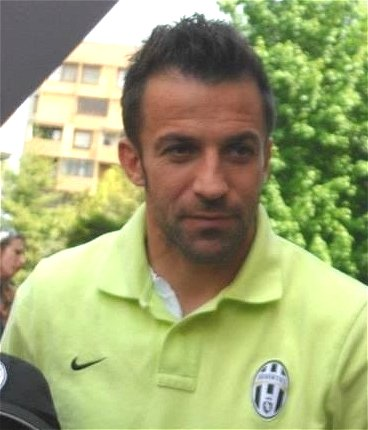
Алессандро Дель Пьеро

 В последующие годы Липпи начал формирование новой команды, костяк которой составили Зинедин Зидан, Филиппо Инзаги, Эдгар Давидс. Уже в следующем году, сезона 1997/98, «Юве» выигрывает очередной скудетто. В очном противостоянии претендентов на чемпионство «Ювентуса» и «Интера», арбитр матча Чикаринни, за фол Марка Юлиано на Роналдо не поставил в ворота черно-белых явный пенальти. Ошибка судьи долго обсуждалась в итальянском обществе. Полемика была настолько жаркой, что обсуждение действий арбитра привело к массовой драке в парламенте Италии
После успеха дважды побеждал в национальном первенстве и ещё один раз — в Суперкубке Европы.
В последующие годы клуб три раза останавливался в шаге от третьего Кубка Чемпионов: в 1997 году трофей достался «Боруссии» (Дортмунд), в 1998 — мадридскому «Реалу», в 2003 году — «Милану».

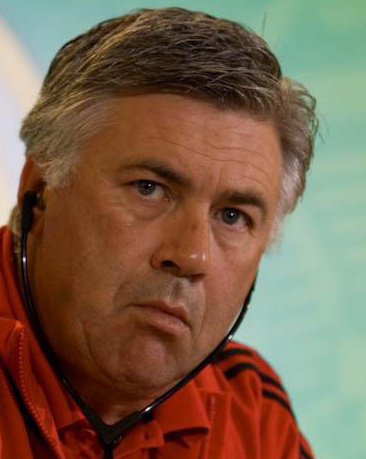
Карло Анчелотти тренировал «Ювентус» с 1999 по 2001

В 1998 году тренер «Ромы» Зденек Земан выдвинул обвинение против врачей «Ювентуса», которые, по его мнению, выдавали футболистам допинг в период с 1993 по 1998 год. После нескольких лет официальных разбирательств и двух судов с «Ювентуса» были сняты абсолютно все обвинения. Впоследствии Липпи оставил клуб и продолжил работу в «Интере».

## Карло Анчелотти
Новым главным тренером «бьянконери» стал Карло Анчелотти. При нём «Ювентус» не смог достичь достойных успехов, команда при Анчелотти не выигрывала чемпионат Италии, не выигрывала Кубок Италии. Однако при нём «зебры» смогли выиграть Кубок Интертото, и стать первым и единственным европейским клубом, которому удалось выиграть все турниры.

## Возвращение Марчело Липпи
После не очень удачной работы Карло Анчелотти в «Ювентусе» Марчело Липпи вернулся в «Старую Синьору». Из «Ювентуса» ушли ряд лидеров клуба, в том числе Зинедин Зидан и Филиппо Индзаги. Зидан не хотел уходить из «Ювентуса» в «Реал», но на этом переходе настояла жена футболиста, которую не устраивал суровый туринский климат, таким образом «Реал» купил Зидана у «Ювентуса» за рекордные 75 миллионов евро. После того как Карло Анчелотти перешёл из «Ювентуса» в «Милан», он начал настаивать на том, чтобы руководство «россонери» купило у «Ювентуса» Филиппо Индзаги. Руководство «Ювентуса» было не против продать Индзаги в виду того, что у итальянца сложились плохие отношения с партнёрами по команде Алессандро Дель Пьеро и Давидом Трезеге. После долгих переговоров Индзаги таки перешёл в «Милан». Миланцы заплатили «Ювентусу» за нападающего 31 миллион евро, добавив к деньгами права на Кристиана Дзенони. На вырученные с продажи футболистов деньги Липпи пригласил в «Ювентус» ряд других футболистов: Павла Недведа, Марсело Саласа, Лилиана Тюрама, Джанлуиджи Буффона. Он привёл «Ювентус» к победам в чемпионатах 2001/2002 и 2002/2003, а также с «Ювентусом» дошёл до финала Лиги Чемпионов, где в финале уступил «Милану» по пенальти. В 2004 году Липпи ушёл из «Ювентуса» и стал тренером национальной сборной, завоевав вместе с ней «золото» чемпионата мира 2006.

## Кальчополи

### Сезон 2004—2005
После того как в 2004 году Марчелло Липпи покинул «Ювентус» и возглавил сборную Италии, руководство «Ювентуса» начало поиск нового главного тренера команды. Консервативный генеральный директор «бьянконери» Лучано Моджи никогда не позволял ставить во главе «Ювентуса» тренера среднего уровня или, пусть и перспективного, но молодого и неопытного тренера. Моджи хотел найти для «Ювентуса» опытного, маститого тренера имеющего большие заслуги в работе с другими грандами европейского футбола. Лучано Моджи утверждал, что единственный неитальянский тренер который может добиться успехов с «Ювентусом» — Арсен Венгер, именно его руководство «Ювентуса» пыталось «переманить» к себе, но Венгер отказался покидать Лондон. Тогда Моджи пригласил стать во главе команды тренера «Ромы» Фабио Капелло, и тот ответил согласием, став новым главным тренером «Старой Синьоры».
После прихода Капелло в «Ювентус» пришло трое высококлассных футболистов: полузащитник «Ромы» Эмерсон, Фабио Каннаваро, купленный у «Интера» за 10 миллионов евро, и 23-летний шведский форвард Златан Ибрагимович, приобретённый у «Аякса» за 16 миллионов евро.

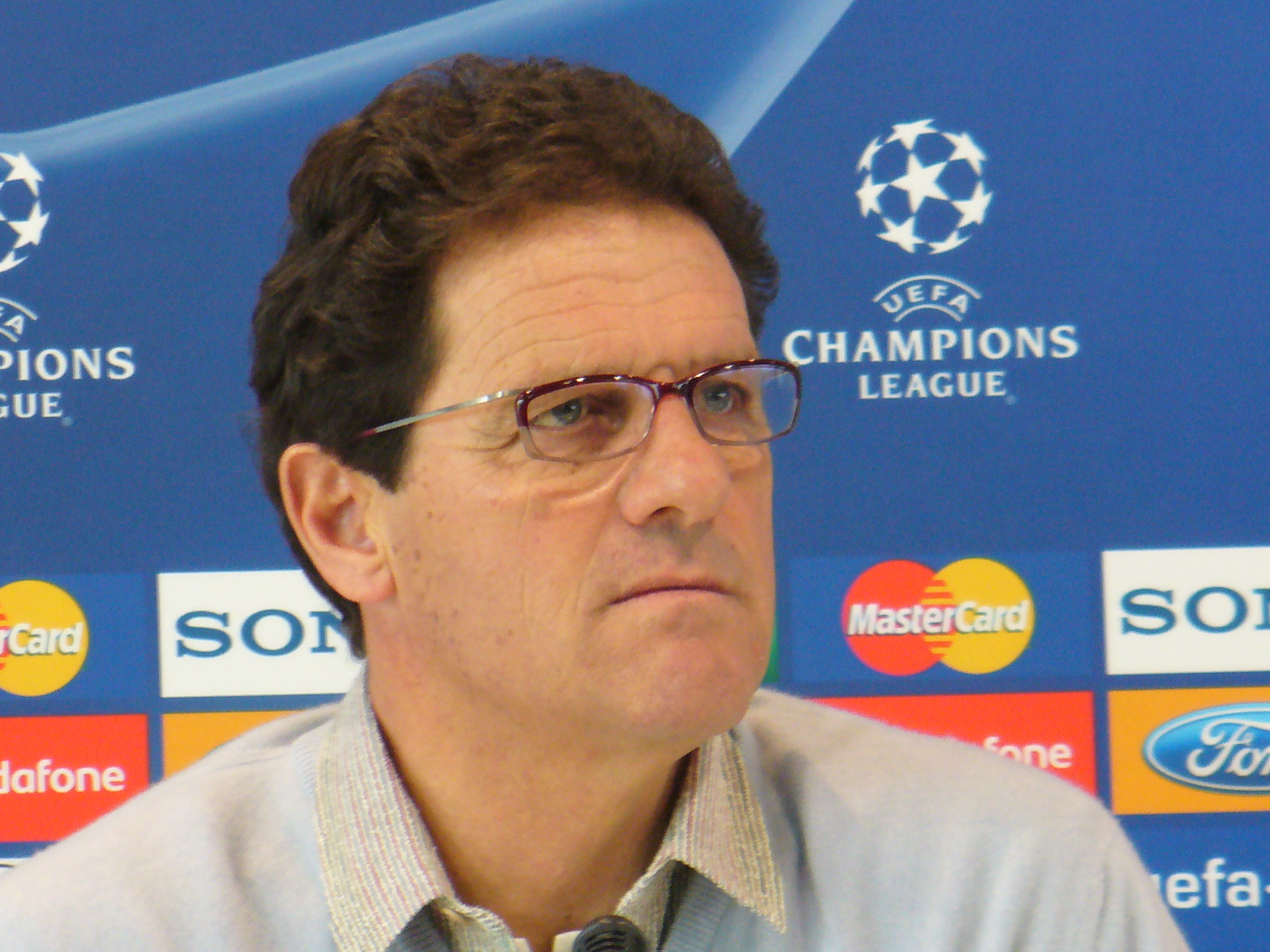
Фабио Капелло тренировал «Ювентус» с 2004 по 2006 год.

В рамках чемпионата Италии «Ювентус» одержал 26 побед, 8 раз сыграл вничью и 4 раза проиграл, по итогам чемпионата команда заняла первое место, выиграв 28-й в своей истории скудетто.
В Лиге чемпионов «Ювентус» на групповом этапе дважды победил «Аякс» (1:0), и с тем же счётом дважды победил мюнхенскую «Баварию».
В 1/8 финала Ювентусу предстояло сразиться с «Реалом». В первом матче в Мадриде, благодаря голу Эльгеры, Реал победил 1:0. В ответном матче в Турине, благодаря голам Давида Трезеге и Марсело Салайеты, «Ювентус» победил 2:0 и вышел в четвертьфинал.
В четвертьфинале «Ювентусу» предстояло бороться за выход в полуфинал с «Ливерпулем», победившим в 1/8 леверкузенский «Байер 04». Матч вызвал у многих беспокойство, так как многие болельщики «Ювентуса» и Ливерпуля помнили события Эйзельской трагедии.
В первом матче благодаря голам Хююпии и Луиса Гарсии «Ливерпуль» победил 2:1, у «Ювентуса» гол забил Каннаваро. В ответном матче в Турине забитый в гостях гол давал «Ювентусу» надежду на выход в полуфинал, но матч закончился со счётом 0:0 и «Ливерпуль» вышел в полуфинал, а впоследствии выиграл Лигу чемпионов.

### Сезон 2005—2006
В сезоне 2005—2006 «Ювентус» приобрёл у «Арсенала» полузащитника Патрика Виейра, кроме того в составе «Ювентуса» появился ушедший из «[[Челси (футбольный клуб)|Челси]»] форвард Адриан Муту. В чемпионате Италии «Ювентус» стартовал очень успешно, одержав девять побед подряд, пока победную поступь «Ювентуса» не остановил «Милан» — в матче с «россонери» на стадионе «Сан Сиро» «Ювентус» уступил 3:1. Причиной такого крупного поражения было отсутствие главного вратаря «бьянконери» Джанлуиджи Буффона, который получил травму в конце сезона 2004—2005, и выбыл из строя на несколько месяцев. Поэтому в матче с Миланом ворота «Старой Синьоры» защищал 34-летний Антонио Кименти. По итогам сезона 2005—2006 «Ювентус» второй раз подряд занял первое место в Чемпионате Италии и выиграл 29 в своей истории скудетто, при этом «Ювентус» в чемпионате проиграл только 1 раз (то самое поражение от «Милана»).
В Лиге чемпионов «Ювентус» попал в одну группу с мюнхенской «Баварией», «Брюгге» из одноимённого города и венским «Рапидом». В рамках группового этапа, «Ювентус» дважды одолел «Брюгге» (1:0, 2:1), дважды обыграл «Рапид» (3:0, 3:1). Гостевой матч с «Баварией» «Ювентус» проиграл (1:2), но домашний матч с мюнхенцами выиграл с тем же счётом. Набрав 15 очков, «Ювентус» вышел с первого места в группе в раунд плей-офф.
В 1/8 финала Лиги чемпионов «Ювентусу» предстояло играть с бременским «Вердером». В первом матче в Бремене вердерцы одержали победу (3:2), но два гостевых гола «Ювентуса» позволяли болельщикам «бьянконери» всерьёз надеяться на выход любимого клуба в четвертьфинал. Ответный матч в Турине получился очень напряжённым: всю судьбу противостояния решила ошибка вратаря «Вердера» Тима Визе, на последних минутах матча упустившего из рук мяч. Мяч прикатился к полузащитнику «Ювентуса» Эмерсону, который нанёс удар и сделал счёт 2:1. Таким образом «Ювентус» прошёл в четвертьфинал. В четвертьфинале соперником «Ювентуса» был лондонский «Арсенал». В первом матче на «Хайбери» канониры одержали победу (2:0). В ответном поединке на «Делле Альпи» закончился со счётом 0:0 и «Ювентус» вылетел из Лиги чемпионов.

### «Дело Моджи»
В мае 2006 года появились сообщения о расследовании прокуратурой Турина дела о коррупции в итальянском футболе, получившем в прессе название «Дело Моджи» в честь его главного фигуранта — генерального менеджера «Ювентуса» Лучано Моджи или «Кальчополи» (Calciopoli). 14 июля 2006 года в связи с выявленными нарушениями с команды были сняты все завоёванные в сезонах 2004/2005 и 2005/2006 титулы, и «Ювентус» был отправлен в Серию B, где должен был начать сезон с −30 очками.
По результатам рассмотрения апелляции, поданой клубами, все участники были частично амнистированы. Штраф «Ювентуса» составил только 17 очков. После подачи апелляции «Ювентусом» штраф был снижен до 9 очков. Все клубы, фигурировавшие в деле (кроме «Ювентуса» фигурировали «Милан», «Фиорентина» и «Лацио»), оставлены в Серии А, за исключением «Ювентуса».
15 июня 2011 года решением Федерации Футбола Италии Лучано Моджи получил пожизненную дисквалификацию в итальянском футболе.
Марчелло Липпи:
Моджи — „… это человек, с которым я работал на протяжении восьми лет, и я вспоминаю его так же, как и Беттегу, игроков команды, массажистов и всех других работников клуба, причём того периода, от которого у меня сохранились самые лучшие воспоминания“.

### Последствия

Отобранное Скудетто 2005, 2006 года

Шесть игроков основного состава были проданы в другие клубы, так как не пожелали продолжать карьеру в Серии B: Эмерсон и новоиспечённый чемпион мира Фабио Каннаваро пополнили ряды мадридского «Реала», в то время как Джанлука Дзамбротта и Лилиан Тюрам перешли в стан заклятого врага мадридцев «Барселону». Миланский «Интер» приобрёл Патрика Виейра (9,5 млн евро) и Златана Ибрагимовича (24,8 млн евро). Часть звёзд «Ювентуса», тем не менее, отказалась покидать клуб в трудные для него времена: свою преданность показали Джанлуиджи Буффон, Давид Трезеге, Мауро Каморанези, Павел Недвед и капитан Алессандро Дель Пьеро, который к тому же отпраздновал в этот год свой 500-й матч в Лиге.
Чемпионский титул 2006 года, соответственно, перешёл к «Интернационале», финишировавшему третьим после «Ювентус» и «Милана», тогда как аналогичный трофей 2005 года остался неразыгранным. Компания «Телеком Италия», отследившая компрометирующие разговоры Лучано Моджи, впоследствии была приобретена Гвидо Росси, который является также и президентом концерна «Пирелли», главного спонсора клуба «Интернационале».
В сложившейся ситуации далеко не каждый тренер согласился бы управлять изрядно «очернённым» клубом. Вероятность «запятнать» своё собственное имя была слишком велика. Тем не менее, когда руководство сделало предложение Дидье Дешаму, он практически без раздумий оставил пост главного тренера «Монако».

## «Ювентус» в сезоне 2006—2007: Серия Б
Уход лидеров «Ювентуса» фактически сослужил ему добрую службу: в условиях резкой нехватки кадров шанс заявить о себе получили многие резервисты, в том числе — одарённая молодёжь. Вся Италия узнала о таких молодых игроках, как Федерико Бальцаретти, Клаудио Маркизио, Раффаэле Палладино; набрал оптимальную форму болгарский форвард Валерий Божинов. «Второе рождение» легенды клуба Алессандро Дель Пьеро дало болельщикам повод для особенной радости: «Ювентус» снова обрёл лидера, способного вести команду за собой, как когда-то Мишель Платини или Роберто Баджо.
Несмотря на сокрушительный удар со стороны футбольной общественности, игроки и руководство клуба не пали духом: с самого первого матча в серии Б «Старая Синьора» дала понять, что намеревается возвратиться в элитный дивизион уже на следующий год. За боевой ничьей 1:1 в матче с «Римини» последовал ряд уверенных побед, и 25 ноября 2006, разгромив на домашнем стадионе «Лечче» 4:1, «Ювентус» поднялся на вершину турнирной таблицы. Примечательно первое в карьере Джанлуиджи Буффона удаление с поля, заработанное им в матче с «Альбинолеффе».
15 декабря 2006 года трагедия унесла жизни двух 17-летних футболистов «Ювентуса», Алессио Феррамоска и Рикардо Нери: столь печально завершились их попытки достать из ледяной воды футбольные мячи. По случаю гибели подростков матч «Ювентуса» с «Чезеной», запланированный на тот день, был отменён.
19 мая 2007, после гостевой победы в 39 туре (за три тура до окончания чемпионата) над одним из аутсайдеров первенства «Ареццо» со счётом 5:1, «Ювентус» гарантировал себе место в Серии А на следующий сезон. Уже в следующем туре, 26 мая «Ювентус» обеспечил себе победу в серии Б. За этим последовала отставка с поста главного тренера Дидье Дешама, как было объявлено официальной пресс-службой клуба, по обоюдному согласию сторон. Причиной отставки стали разногласия Дешама с руководством клуба. В оставшихся двух турах командой руководил ассистент тренера Джанкарло Коррадини.

## 2007—2011
3 июня 2007 года новым главным тренером команды был назначен Клаудио Раньери. Он руководил туринцами на протяжении двух сезонов. В первый же год он сумел привести «Ювентус» к бронзе чемпионата Италии, дающей право на стыковые матчи Лиги Чемпионов. Разгромив в них чемпиона Словакии «Артмедию», туринцы, спустя два года, вернулись в самый престижный клубный европейский турнир. «Ювентус» попал в группу вместе с испанским «Реалом», российским «Зенитом» и белорусским «БАТЭ». «Ювентус» уверенно прошёл группу, обыграв два раза «Реал». В четвертьфинале Раньери с «Ювентусом» попали на «Челси» и по итогам двухраундового противостояния покинули турнир. Далее начались проблемы в чемпионате, по итогам которых Раньери был уволен за два тура до окончания сезона. Два последних тура командой руководил отвечавший за молодёжный сектор «Ювентуса» Чиро Феррара. Оба матча были выиграны, а туринцы заняли итоговое второе место. Это произвело благоприятное впечатление на боссов туринского клуба, объявивших Феррару главным тренером на сезон 2009/2010.
Новый чемпионат начался удачно для «бьянконери», одержавших 4 победы подряд, но в последующем череда травм, обрушившаяся на «Ювентус», подкосила игру туринцев, итогом чего стал безвольный вылет из Лиги чемпионов на стадии группового турнира. В чемпионате подопечные Феррары скатились на 6-е место. После вылета из кубка Италии в январе 2010 года Чиро Феррара был отправлен в отставку, а главным тренером до конца сезона был назначен Альберто Дзаккерони. Но должных результатов это не принесло. Пройдя в 1/16 Лиги Европы «Аякс», туринцы оступились на следующей стадии, вылетев в противостоянии с «Фулхэмом». В чемпионате дела не наладились и победы чередовались поражениями. Итогом столь провального сезона стало 7-е место в Серии А, которое давало право лишь на участие в отборе к Лиге Европы.
Новый сезон 2010-11 ознаменовался для клуба большими переменами как в руководстве, так и в тренерском штабе. Андреа Аньелли сменил Блана на посту президента клуба. Одним из первых решений Аньелли в качестве новой должности было пригласить в клуб Луиджи Дельнери и Джузеппе Маротту на должности главного тренера команды и генерального директора соответственно. Данный выбор был обусловлен тем, что в прошедшем сезоне этому дуэту удалось добиться успеха с «Сампдорией», занявшей по итогам чемпионата непривычно высокое для себя 4-е место, обеспечивавшее участие в квалификационном раунде Лиги чемпионов. Однако, несмотря на активно проведённую летнюю трансферную кампанию, Дельнери не смог повторить свой прошлогодний успех — как результат «Ювентус» второй год подряд занял седьмое место и выбыл из Лиги Европы после группового этапа, сыграв все 6 матчей вничью (что было первым таким случаем в истории турнира).

## Возвращение на вершину (с 2011)

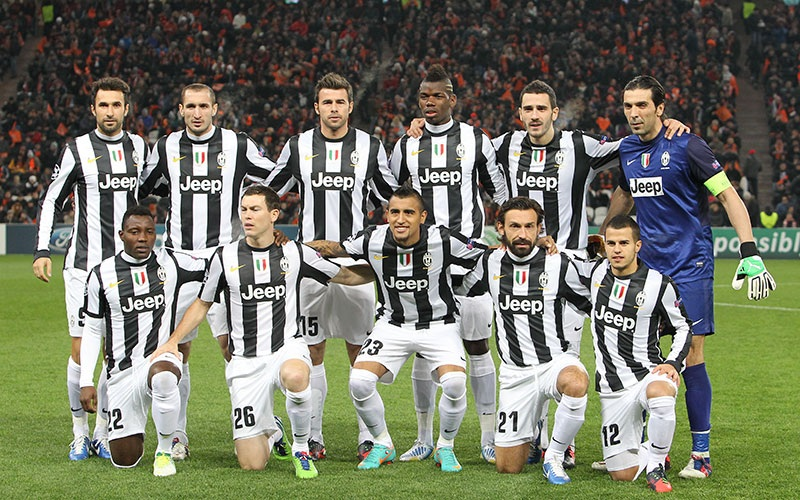
Ювентус в сезоне 2012/13

В мае 2011 года руководство «Ювентуса» объявляет об уходе Дельнери и назначении главным тренером команды бывшего футболиста «старой синьоры» Антонио Конте, ранее работавшего в нескольких «малых» итальянских клубах — «Бари», «Сиене», «Аталанте». Помимо полностью перестроенной команды и нового тренерского штаба, «Ювентус» получил ещё и новый стадион, получивший имя «Ювентус Стэдиум». Успешно проведя сезон и не потерпев ни одного поражения за 38 матчей чемпионата, «Ювентус» взял под первое со времён «Кальчополи» скудетто. В том же сезоне команда добралась и до финала Кубка Италии, где потерпел единственное поражение в сезоне, уступив со счётом 0:2 «Наполи». Этот сезон стал последним для капитана и легенды клуба Алессандро Дель Пьеро, который продолжил карьеру в «Сиднее».
Несмотря на уход капитана следующие два сезона (2012/2013 и 2013/2014) также оказались чемпионскими для «Ювентуса», который становился флагманом итальянского футбола. Однако не могла похвастаться успехами в еврокубках: в 2013 году «Юве» был выбит в четвертьфинале Лиги чемпионов «Баварией», а через год и вовсе не сумел выйти в плей-офф турнира, отправившись в Лигу Европы (в полуфинале которой уступил «Бенфике»). Трансферной удачей команды в этот период стало подписание в качестве свободного агента опытного полузащитника Андреа Пирло, который стал одним из лидеров команды. Также ключевыми игроками команды являлись Артуро Видаль, Поль Погба и Карлос Тевес, достойный уровень демонстрировали ветераны Буффон и Кьеллини.
Летом 2014 года Конте покинул занимаемый пост и в скором времени возглавил сборную Италии, а во главе «Ювентуса» встал Массимилиано Аллегри, ранее тренировавший «Милан». В первый же сезон под его руководством «Ювентус» сделал золотой дубль, в четвёртый раз подряд выиграв Скудетто, а также впервые за двадцать лет одержал победу в Кубке Италии. Успешно клуб выступил и в Лиге чемпионов, где впервые за долгое время добрался до финала, но со счётом 1:3 уступил «Барселоне». После этого команду покинули Пирло, Тевес и Видаль. Несмотря на их уход «Ювентус» продолжил собирать национальные турниры, вновь выиграв итальянский дубль.
В 2016 году «Ювентус» провернул две крупные сделки на трансферном рынке, сначала приобретя у «Наполи» за 90 млн евро лучшего бомбардира прошлого сезона Гонсало Игуаина (что стало самой дорогой сделкой между клубами Серии А и одной из самой дорогой в истории), а затем продав в «Манчестер Юнайтед» своего лидера Поля Погба за 105 млн евро, что стало самой дорогой сделкой в истории футбола.